# 93 (liczba)
93 (dziewięćdziesiąt trzy) – liczba naturalna następująca po 92 i poprzedzająca 94.

## 93 w nauce
- liczba atomowa neptunu
- obiekt na niebie Messier 93
- galaktyka NGC 93
- planetoida (93) Minerva

## 93 w kalendarzu
93. dniem w roku jest 3 kwietnia (w latach przestępnych jest to 2 kwietnia). Zobacz też co wydarzyło się w roku 93.

## 93 w innym użyciu
- Pozdrowienie używane przez Thelemitów. 93 jest numerologiczną wartością słów Thelema (wola) oraz Agape (miłość)w greckim alfabecie.
- Numer używany przez Marca Marqueza w MotoGP od sezonu 2008.